# XIII. Internationale Brigade

Flagge der Interbrigaden

Die XIII. Internationale Brigade, mit der späteren Bezeichnung „Dąbrowski-Brigade“, kämpfte für die Zweite Spanische Republik im Spanischen Bürgerkrieg als Brigade der Internationalen Brigaden. Die XIII. Internationale Brigade wurde insgesamt sechsmal formiert.
Dass die XIII. Internationale Brigade überwiegend im abgeschiedenen, ländlichen Süden Spaniens kämpfte, brachte ihr den Ruf als „vergessene Brigade“ ein, über die verhältnismäßig wenig bekannt war.

## Erste Formierung

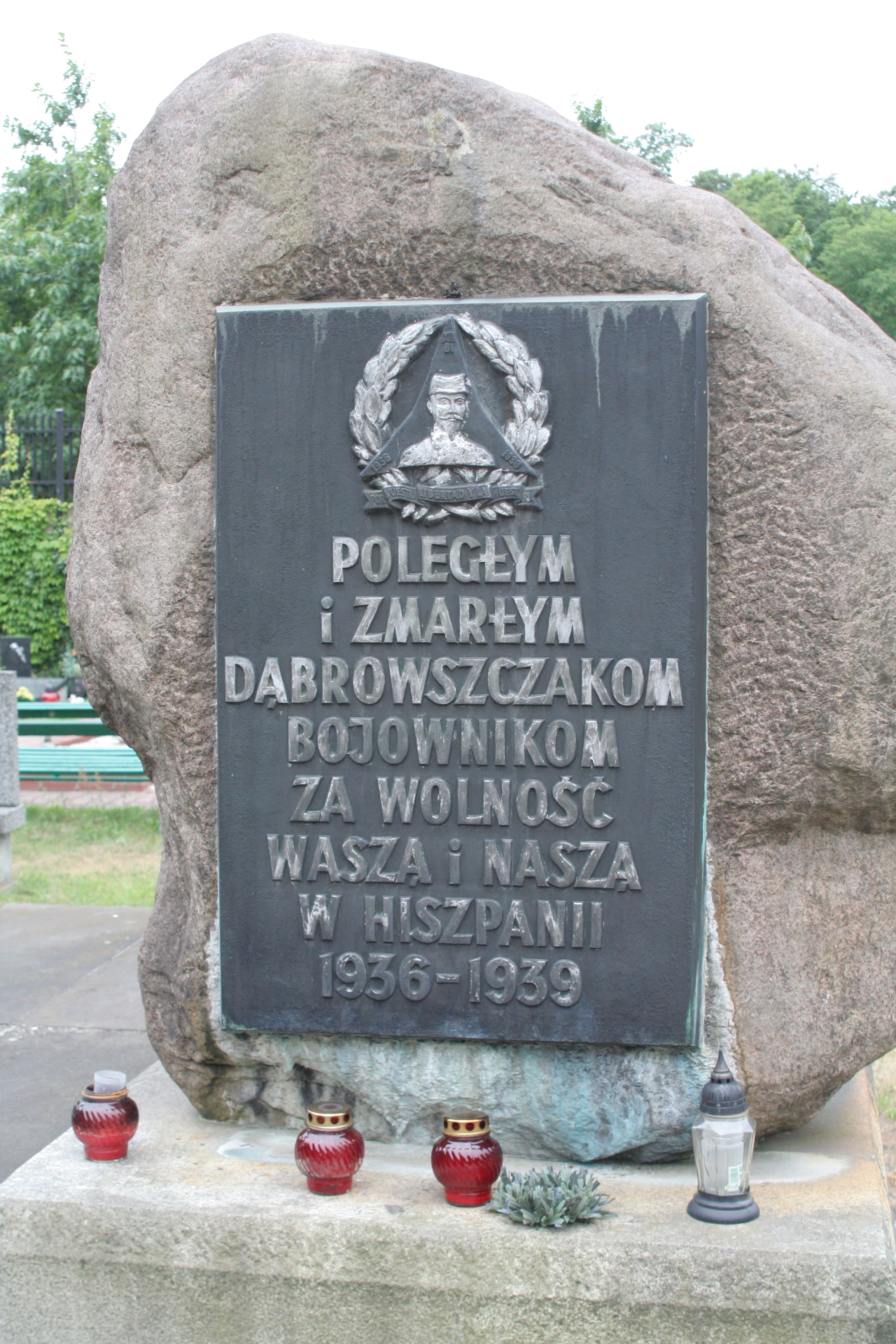
Denkmal für die Mitglieder der XIII. Internationalen Brigade auf dem Powązki-Friedhof

Die XIII. Internationale Brigade wurde in Albacete, dem Hauptquartier der Internationalen Brigaden, im Dezember 1936 formiert. Bei der Formierung hatte die XIII. Internationale Brigade die folgende Gliederung:
1.º Louise-Michel-Bataillon (französisch) 

2.º Tschapajew-Bataillon (vornehmlich deutsch und polnisch) 

3.º Henri-Vuillemin-Bataillon (französisch) 

4.º Juan-Marco-Bataillon (spanisch) 

1.º Artilleriebatterie „Ernst Thälmann“ 

2.º Artilleriebatterie „Karl Liebknecht“ 

3.º Artilleriebatterie „Antonio Gramsci“ 

## Zweite Formierung
Aufgrund von hohen Verlusten bei einer Entlastungsoffensive bei Teruel vom Dezember 1936 bis Ende Januar 1937 wurden die beiden französischen Bataillone, das Louise-Michel-Bataillon und das Henri-Vuillemin-Bataillon, zusammengelegt. Zudem büßte die Brigade sämtliche Artilleriebatterie bei den Kämpfen bei Teruel ein. Des Weiteren erfolgte die Eingliederung eines weiteren spanischen Bataillons in die XIII. Internationale Brigade. Nach der Neuformierung hatte die XIII. Internationale Brigade die folgende Gliederung:
- Tschapajew-Bataillon (vornehmlich deutsch und polnisch)
- Henri-Vuillemin-Bataillon (französisch)
- Juan-Marco-Bataillon (spanisch)
- Otumba-Bataillon (spanisch)

Vor den Kämpfen in der Provinz Córdoba im April 1937 erfolgte zudem die Verstärkung der XIII. Internationalen Brigade durch zwei Artilleriebatterien sowie einer Panzereinheit.
Während der Schlacht von Brunete meuterten die Bataillone der XIII. Internationalen Brigade aufgrund der extrem hohen Verluste von bis zwei Drittel der Brigadisten. Außerdem war die XIII. Internationale Brigade derart dezimiert, dass die Brigade nur noch auf dem Papier existierte, so dass die Bataillone der Brigade aufgelöst wurden.

## Dritte Formierung
Die Brigade wurde am 4. August 1937 neu aufgestellt. Sie bestand jetzt aus folgenden Bataillonen:
- Dąbrowski-Bataillon (vornehmlich polnisch)
- Palafox-Bataillon (vornehmlich polnisch)
- Rákosi-Bataillon (ungarisch und spanisch)

Die XIII. Internationale Brigade wurde jetzt auch als „Dąbrowski-Brigade“ bezeichnet.

## Vierte Formierung
Laut einer Liste aus dem Jahre 1938 bestand die XIII. Internationale Brigade aus den folgenden Bataillonen:
1.º Dąbrowski-Bataillon (vornehmlich polnisch) 

2.º Mickiewicz-Bataillon (vornehmlich polnisch)

3.º Tschapajew-Bataillon (vornehmlich deutsch und polnisch)

4.º Rákosi-Bataillon (ungarisch und spanisch) 

Die XIII. Internationale Brigade wurde am 23. September 1938 auf Beschluss der Spanischen Zentralregierung, zusammen mit den anderen Brigaden der Internationalen Brigaden, aufgelöst.

## Fünfte Formierung
Die XIII. Brigade wurde mit der spanischen Wehrpflicht am 1. Oktober 1938 in Monredón erneut formiert.

## Sechste Formierung
Mitte Januar 1939 baten in Palafrugell die ehemaligen Brigadisten der XIII. Internationalen Brigaden um die Erlaubnis erneut für die Zweite Spanische Republik kämpfen zu dürfen. Am 23. Januar erfolgte letztmals die Formierung der XIII. Internationalen Brigade. Die Brigade bestand aber nur aus den folgenden Bataillonen:
1.º Dąbrowski-Bataillon (vornehmlich polnisch) 

2.º Rákosi-Bataillon (ungarisch und spanisch) 

## Bedeutende Vertreter der Brigade
Kommandeure
- Wilhelm Zaisser (Deutschland) (Dezember 1936 – Juli 1937)
- Vincenzo Bianco „Krieger“, (Italien) (Juli – August 1937)
- Józef Strzelczyk „Jan Barwinski“, (Polen)(August 1937 – März 1938)
- Michail Chartschenko, (Russland) (März – August 1938)
- Boleslaw Molojec „Edward“, (Polen) (August – September 1938)
- Henryk Torunczyk, (Polen) (Januar 1939)
- Miklos Szalway „Tschapajew“, (Ungarn) (Januar – Februar 1939)

Stabschefs
- Albert Schreiner „Schindler“ (deutsch)